# Secret Service Woman
Secret Service Woman è un cortometraggio muto del 1909 diretto da Fred J. Balshofer.

## Produzione
Il film fu prodotto dalla Bison Motion Pictures per la New York Motion Picture.

## Distribuzione
Distribuito dalla New York Motion Picture, il film - un cortometraggio di una bobina - uscì nelle sale cinematografiche statunitensi il 27 agosto 1909.